# تاکاشی توکیتا
تاکاشی توکیتا (انگلیسی: Takashi Tokita؛ زادهٔ ۲۴ ژانویهٔ ۱۹۶۵) یک طراح بازی اهل ژاپن است.